# 徳川虎吉
徳川 虎吉（とくがわ とらきち、正徳元年8月25日（1711年10月7日） - 正徳元年11月6日（1711年12月15日））は、江戸幕府中期の第6代将軍・徳川家宣の五男である。第7代将軍・徳川家継の異母弟である。

## 人物
江戸城本丸で生まれる。生母は側室のお須免の方（蓮浄院）で、三兄の大五郎の同母弟である。3ヵ月後の11月に夭折した。享年1。
墓所は東京都港区の天徳寺。戒名は俊覚院殿霜岸智英大童子。